# Eremorhax magnellus
Eremorhax magnellus es una especie de arácnido  del orden Solifugae de la familia Eremobatidae.

## Distribución geográfica
Se encuentra en Arizona y Nuevo México en (Estados Unidos).